# Birkeland (månekrater)
Birkeland er et nedslagskrater på Månen. Det befinder sig på den sydlige halvkugle på Månens bagside og er opkaldt efter den norske fysiker O. Kristian Birkeland (1867 – 1917).
Navnet blev officielt tildelt af den Internationale Astronomiske Union (IAU) i 1970.
Krateret observeredes første gang i 1965 af den sovjetiske rumsonde Zond 3.

## Omgivelser
Birkelandkrateret er forbundet med det centrale midterparti af det mærkeligt formede Van de Graaff-krater og kan delvis være årsag til dette kraters ottetalsform. Mod sydøst ligger den store bjergomgivne slette Leibnitz.

## Karakteristika
Krateret er ikke særlig eroderet, og den ydre rand er veldefineret, ligesom der er tydelige terrasser på meget af de indre kratervægge. Randen har en let indadgående bule mod nord, hvor krateret er forbundet med Van de Graaff-formationen. Kraterbunden er forholdsvis jævn, bortset fra i sydøst, hvor der er noget ujævnt terræn. Der er en central top i kraterets midte.

## Satellitkratere
De kratere, som kaldes satellitter, er små kratere beliggende i eller nær hovedkrateret. Deres dannelse er sædvanligvis sket uafhængigt af dette, men de får samme navn som hovedkrateret med tilføjelse af et stort bogstav. På kort over Månen er det en konvention at identificere dem ved at placere dette bogstav på den side af satellitkraterets midte, som ligger nærmest hovedkrateret. Birkelandkrateret har følgende satellitkratere:
| Birkeland | Længde  | Bredde   | Diameter |
| --------- | ------- | -------- | -------- |
| M         | 32,0° S | 174,1° Ø | 23 km    |

## Måneatlas
- Billeder af Birkelandkrateret i LPI-måneatlasset